# Masenberg
Masenberg – góra w Austrii w rejonie Styrii (de: Steiermark), w Centralnych Alpach Wschodnich o wysokości 1261 m. Znajduje się w odległości około 50 km od stolicy regionu – Graz.

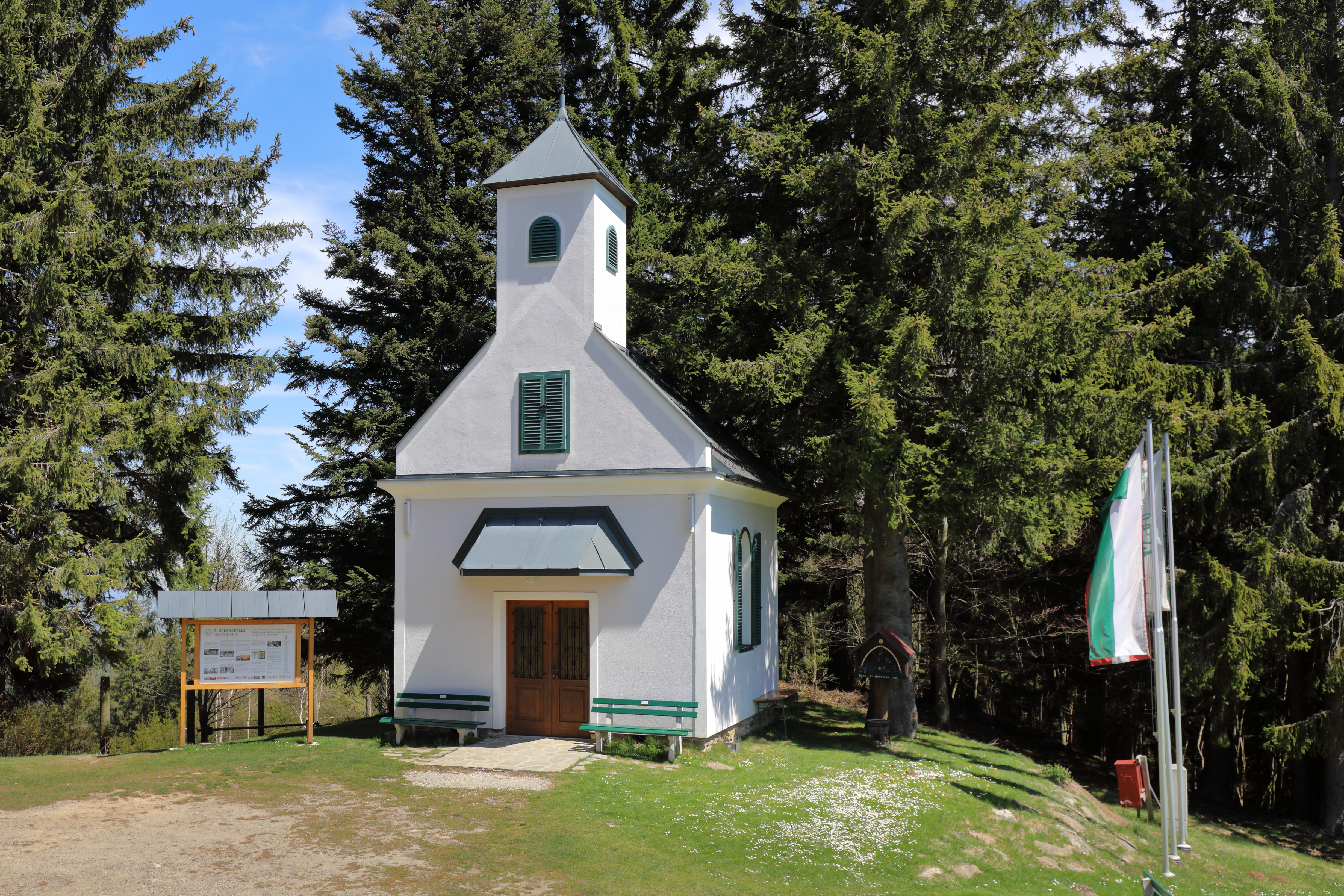
Kaplica obok szczytu Masenberg
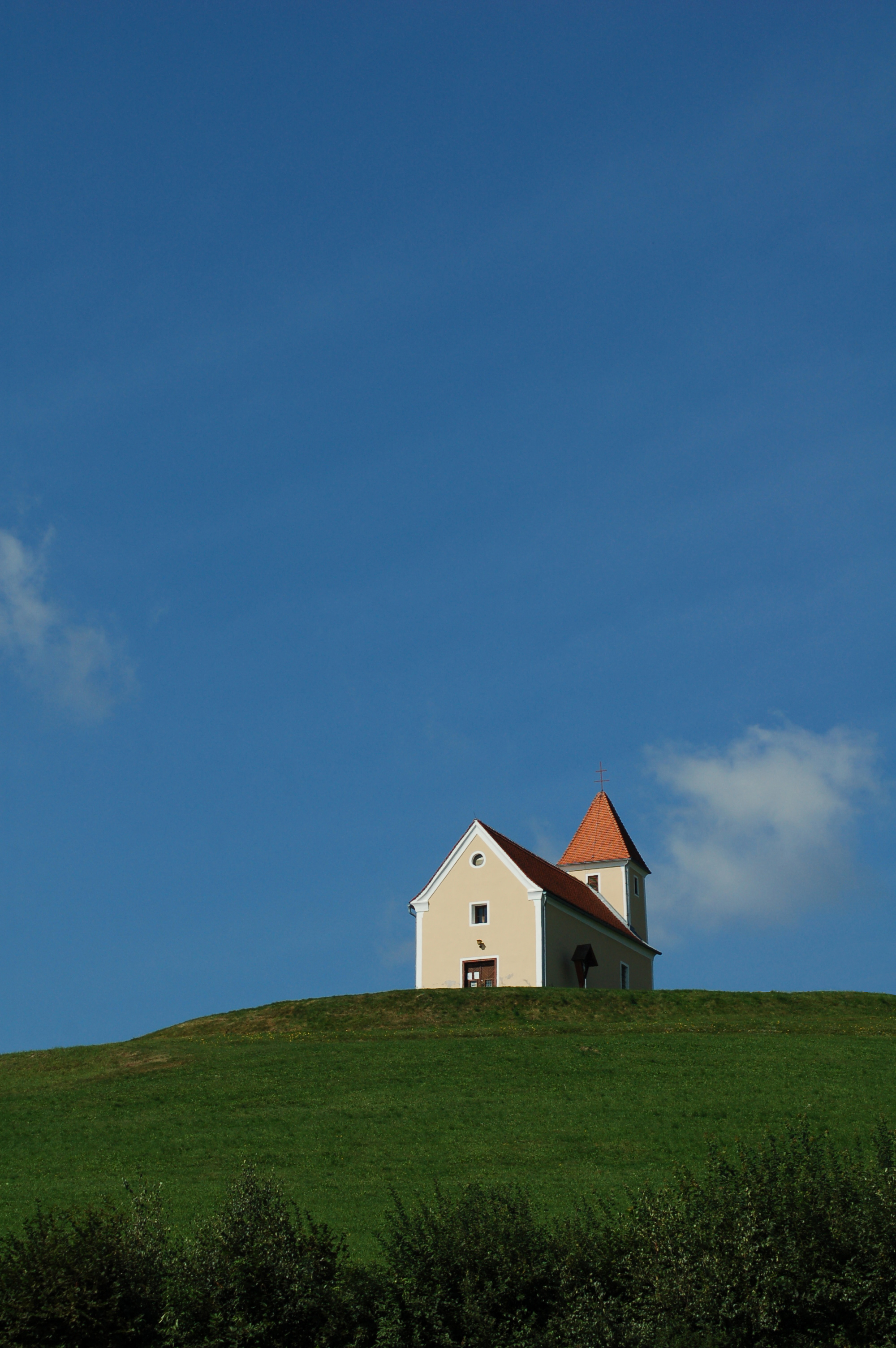
Kościół na szcycie
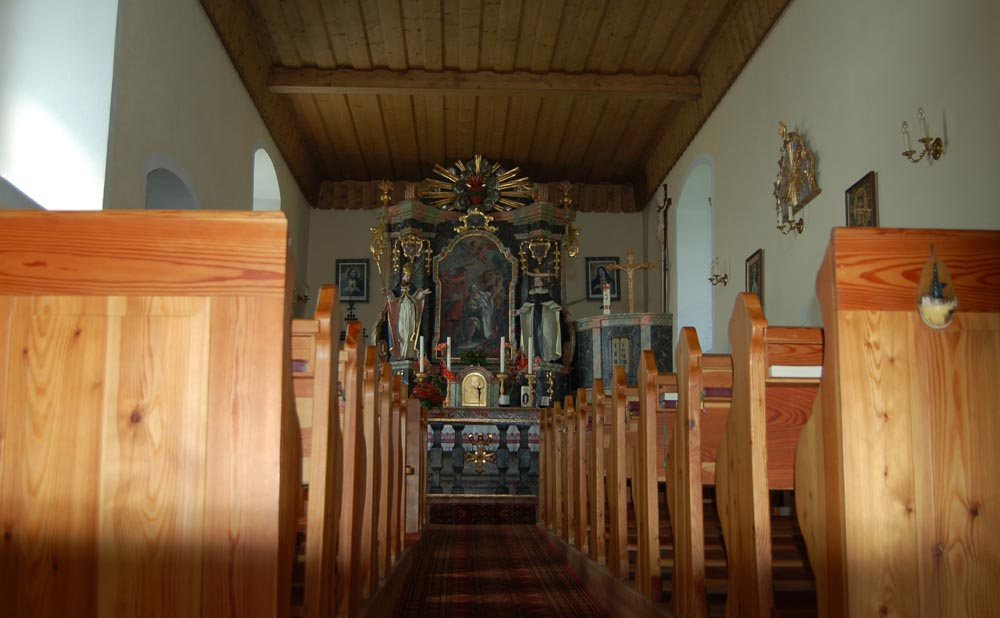
Środek kościoła
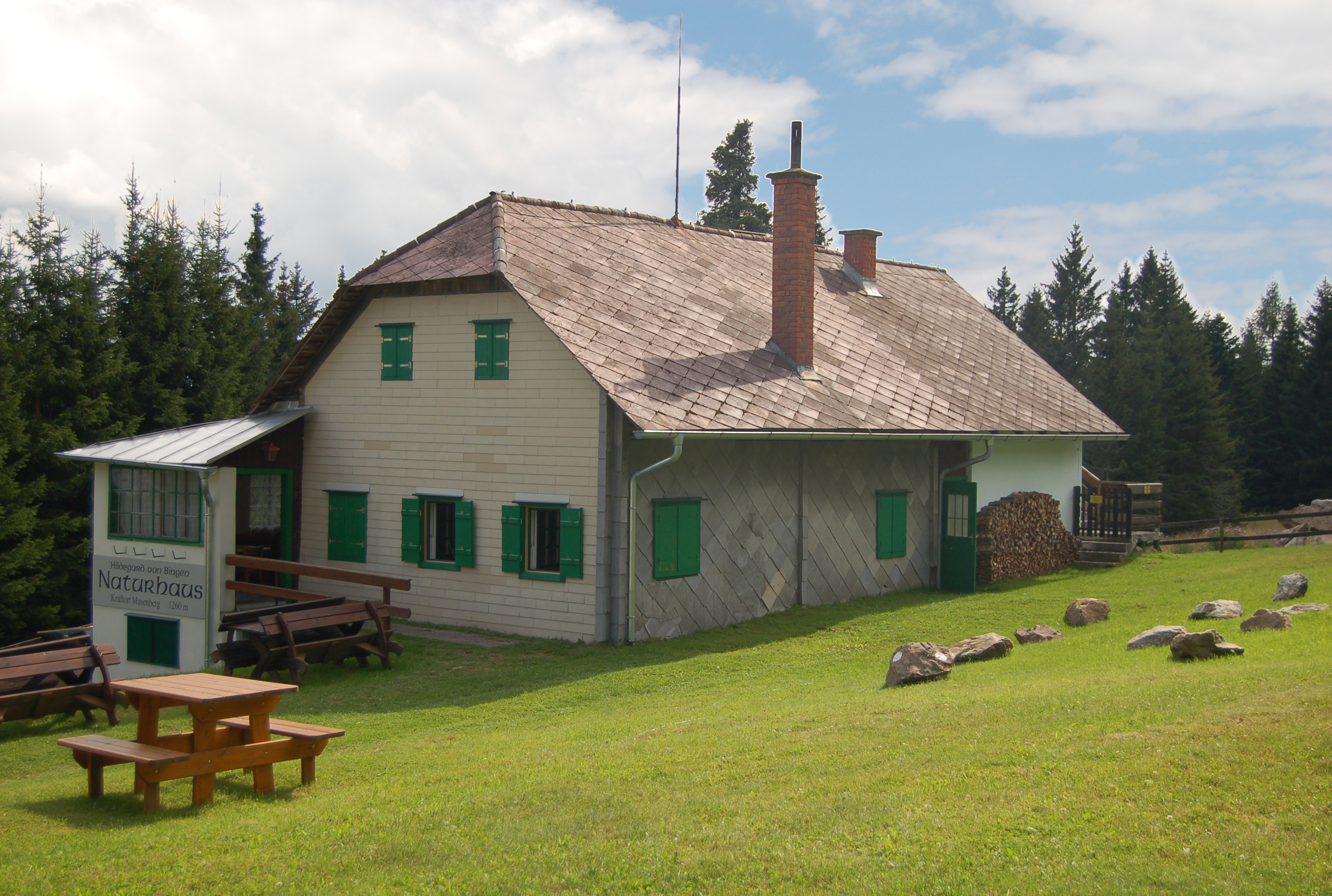
Dom wybudowany na zboczu